# Reprezentacja Albanii w piłce ręcznej mężczyzn
Reprezentacja Albanii w piłce ręcznej mężczyzn to narodowy zespół piłkarzy ręcznych Albanii. Afiliowana w 1992. Reprezentuje swój kraj w rozgrywkach międzynarodowych. Dotychczas nie udało mu się uczestniczyć w wielkiej imprezie.
W europejskim rankingu drużyn piłki ręcznej mężczyzn jest klasyfikowana na 35 miejscu (2015).

## Występy wMistrzostwach Świata
Dotychczas nie brała udziału w Mistrzostwach Świata.
W eliminacjach odbytych w 2015 zajęła miejsce 13., przegrywając w grupie B wszystkie mecze (z drużynami Kamerunu 51-12, Estonii 46-12 i Wielkiej Brytanii 67-22).